# Ходани, Ян Канты
Ян Канты Каликст Ходани (в старых русских источниках Иван Кантий Ходани, пол. Jan Kanty Kalikst Chodani; 16 октября 1769, Краков 1769—1823) — польский богослов, доктор богословия, профессор Виленского университета, переводчик.

## Биография
Получил воспитание в монастыре латеранских каноников, изучал математику, философию и богословие в Краковской Ягеллонской академии. В 1793 году был рукоположён во священника и назначен преподавателем Священного писания в той же академии и проповедником при Краковском кафедральном соборе.
В 1805 году был приглашён в Вильну проповедником при церкви Святых Иоаннов. В 1806 году получил степень доктора богословия, защитив диссертацию «Об истине христианской веры, объявленной через чистоту учения, доказанные чудеса и исполненные пророчества» (лат. De veritate religionis christianae ex puritate doctrinae, probatis miraculis et vaticiniis completis demonstrata). В 1808 году назначен экстраординарным профессором нравственного богословия в Виленском университете, а через год утверждён ординарным профессором той же кафедры. Кроме того, с 1814 по 1819 год состоял цензором духовной литературы, в 1817 году был избран деканом факультета этико-политических наук, в 1819 году назначен каноником Виленской римско-католической кафедры.
Помимо докторской диссертации напечатал аналитическое изложение учебника по пастырскому богословию Франца Гифтшютца (пол. Teologia pasterska podług X. F. Giftschutza; Вильно, 1824), статью «Христианская этика, то есть наука христианской жизни» (пол. Etyka chrześcijańska czyli nauka chrześcijańskiego zycia, в журнале «Dziennik Wileński», 1817 г., том VI); перевёл с латыни книгу «Христианская этика» Антона Райбергера.
Перевёл на польский язык идиллии Соломона Геснера (Краков, 1800) и «Генриаду» Вольтера (Краков, 1803), в 1802 году издал собственный стихотворный трактат «Природа и искусство вместе стремятся к осчастливлению человека и украшению мира» (пол. Natura i sztuka dążące wspólnie do uszczęśliwienia człowieka i ozdobienia świata). В рукописях остались многие другие переводы Ходани, в том числе «Натан мудрый» Г. Э. Лессинга, «Оберон» и «Музарион» Виланда.
Завещал свою библиотеку Виленскому университету.